# Grammy Award for Best Male Pop Vocal Performance

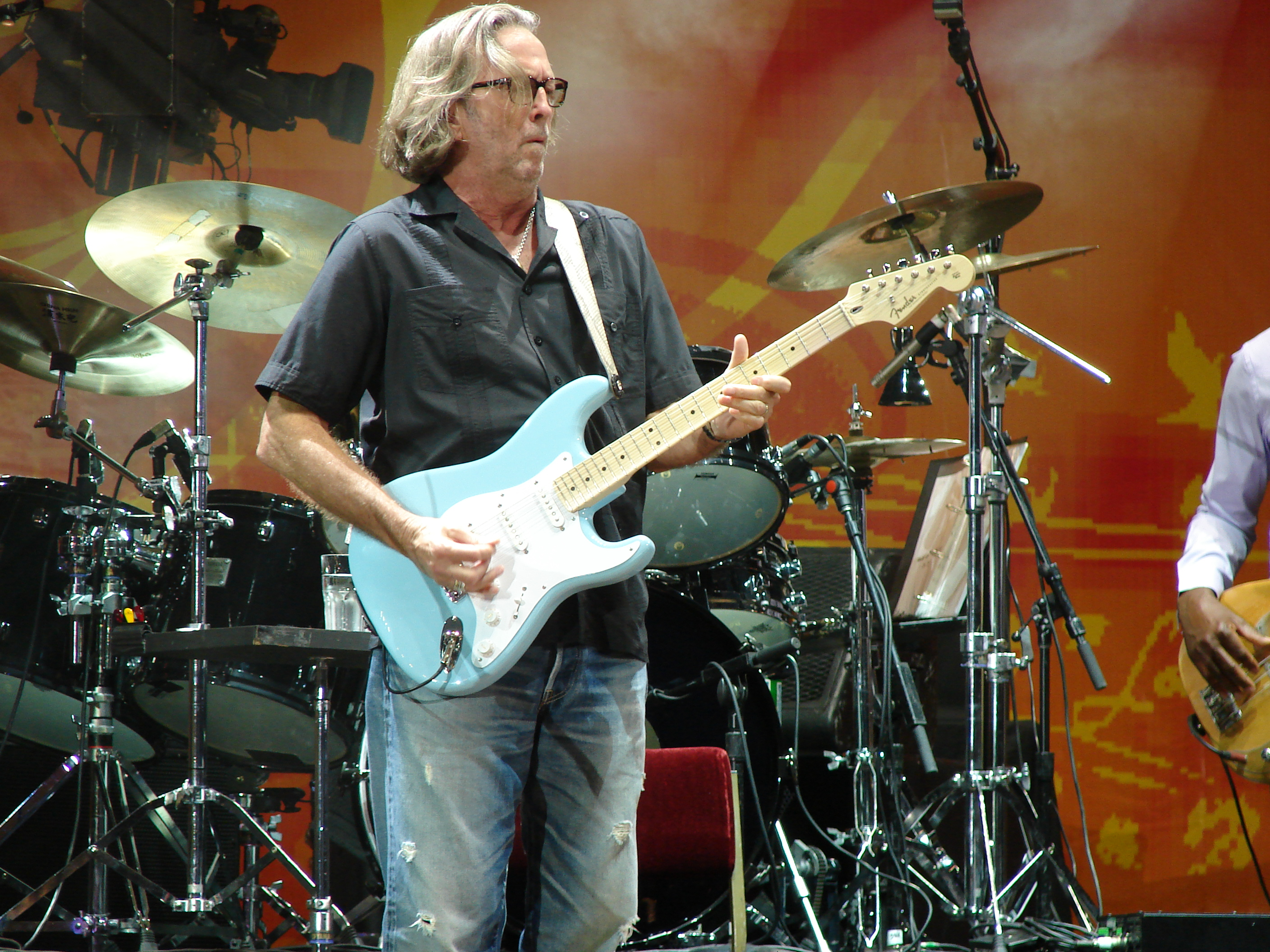
Eric Clapton hat den Grammy Award for Best Male Pop Vocal Performance in den Jahren 1993, 1997 und 1999 gewonnen

Der Grammy Award for Best Male Pop Vocal Performance, auf Deutsch „Grammy-Auszeichnung für die beste männliche Pop-Gesangsdarbietung“, ist ein Musikpreis, der von 1959 bis 2011 von der amerikanischen Recording Academy im Bereich der Popmusik verliehen wurde.

## Geschichte und Hintergrund
Die seit 1959 verliehenen Grammy Awards werden jährlich in zahlreichen Kategorien von der Recording Academy in den Vereinigten Staaten vergeben, um künstlerische Leistung, technische Kompetenz und hervorragende Gesamtleistung ohne Rücksicht auf die Album-Verkäufe oder Chart-Position zu würdigen.
Eine dieser Kategorien war der Grammy Award for Best Male Pop Vocal Performance. Der Preis wurde von 1959 bis 2011 an den Interpreten des ausgezeichneten Werkes vergeben und hatte im Verlaufe des Bestehens zahlreiche Namensänderungen:
- Von 1959 bis 1960 nannte sich der Preis Grammy Award for Best Vocal Performance, Male
- 1961 wurde die Auszeichnung in den Grammy Award for Best Vocal Performance Single Record Or Track und den Grammy Award for Best Vocal Performance Album, Male aufgeteilt
- Von 1962 bis 1963 hieß der Preis Grammy Award for Best Solo Vocal Performance, Male
- Von 1964 bis 1968 wurde er als Grammy Award for Best Vocal Performance, Male vergeben
- 1969 hatte die Kategorie die Bezeichnung Grammy Award for Best Contemporary-Pop Vocal Performance, Male
- Von 1970 bis 1971 wurde sie Grammy Award for Best Contemporary Vocal Performance, Male genannt
- Von 1972 bis 1994 hieß sie Grammy Award for Best Pop Vocal Performance, Male
- Von 1995 bis 2011 hatte sie die Bezeichnung Grammy Award for Best Male Pop Vocal Performance.

Die Auszeichnung wurde 2012 im Rahmen einer umfassenden Überarbeitung der Grammy-Kategorien eingestellt. Ab 2012 wurden alle Soloauftritte in der Kategorie Pop (für Männer, Frauen und Instrumental) in der neu gebildeten Kategorie Grammy Award for Best Pop Solo Performance ausgezeichnet.

## Gewinner und Nominierte
| Jahr | Bereich | Gewinner          | Nationalität           | Werk                                     | Nominierte | Bild des/der Gewinner(s) |
| ---- | ------- | ----------------- | ---------------------- | ---------------------------------------- | --- | ------------------------ |
| 1959 | 1959    | Perry Como        | Vereinigte Staaten     | Catch a Falling Star                     | - Cash money – Enter 4 U - The Hawaiian Wedding Song – Andy Williams - Nel Blu Dipinto di Blu (Volare) – Domenico Modugno - Witchcraft – Frank Sinatra                                                              |                          |
| 1960 | 1960    | Frank Sinatra     | Vereinigte Staaten     | Come Dance with Me!                      | - Belafonte at Carnegie Hall – Harry Belafonte - An Evening with Lerner and Loewe – Robert Merrill - Guess Who – Jesse Belvin - Mack the Knife – Bobby Darin                                                        |                          |
| 1961 | Single  | Ray Charles       | Vereinigte Staaten     | Georgia on My Mind                       | - Are You Lonesome Tonight? – Elvis Presley - He’ll Have to Go – Jim Reeves - Misty – Johnny Mathis - Nice ’n’ Easy – Frank Sinatra                                                                                 |                          |
| 1961 | Album   | Ray Charles       | Vereinigte Staaten     | The Genius of Ray Charles                | - Belafonte Returns to Carnegie Hall – Harry Belafonte - G.I. Blues – Elvis Presley - Nice ’n’ Easy – Frank Sinatra - Wild Is Love – Nat King Cole                                                                  |                          |
| 1962 | 1962    | Jack Jones        | Vereinigte Staaten     | Lollipops and Roses                      | - Big Bad John – Jimmy Dean - Danny Boy – Andy Williams - A Little Bitty Tear – Burl Ives - Portrait of My Love – Steve Lawrence                                                                                    |                          |
| 1963 | 1963    | Tony Bennett      | Vereinigte Staaten     | I Left My Heart in San Francisco         | - Comin’ Home Baby! – Mel Torme - I Can’t Stop Loving You – Ray Charles - What Kind of Fool Am I? – Anthony Newley - What Kind of Fool Am I and Other Show-Stoppers – Sammy Davis, Jr.                              |                          |
| 1964 | 1964    | Jack Jones        | Vereinigte Staaten     | Wives and Lovers                         | - Busted – Ray Charles - Catch a Rising Star – John Gary - Days of Wine and Roses – Andy Williams - I Wanna Be Around... – Tony Bennett                                                                             |                          |
| 1965 | 1965    | Louis Armstrong   | Vereinigte Staaten     | Hello, Dolly!                            | - Call Me Irresponsible – Andy Williams - Everybody Loves Somebody (The Hit Version) – Dean Martin - Getz/Gilberto – Stan Getz und João Gilberto - Who Can I Turn To? – Tony Bennett                                |                          |
| 1966 | 1966    | Frank Sinatra     | Vereinigte Staaten     | It Was a Very Good Year                  | - Baby the Rain Must Fall – Glenn Yarbrough - King Of The Road – Roger Miller - The Shadow of Your Smile – Tony Bennett - Yesterday – Paul McCartney                                                                |                          |
| 1967 | 1967    | Frank Sinatra     | Vereinigte Staaten     | Strangers in the Night                   | - Almost Persuaded – David Houston - Distant Drums – Jim Reeves - Eleanor Rigby – Paul McCartney - The Impossible Dream – Jack Jones                                                                                |                          |
| 1968 | 1968    | Glen Campbell     | Vereinigte Staaten     | By the Time I Get to Phoenix             | - Can’t Take My Eyes Off You – Joe South - Francis Albert Sinatra & Antonio Carlos Jobim – Frank Sinatra - My Cup Runneth Over – Ed Ames - Yesterday – Ray Charles                                                  |                          |
| 1969 | 1969    | José Feliciano    | Puerto Rico            | Light My Fire                            | - Honey – Bobby Goldsboro - Little Green Apples – O.C. Smith - MacArthur Park – Richard Harris - Wichita Lineman – Glen Campbell                                                                                    |                          |
| 1970 | 1970    | Harry Nilsson     | Vereinigte Staaten     | Everybody's Talkin'                      | - Games People Play – Joe South - Gitarzan – Ray Stevens - My Way – Frank Sinatra - Raindrops Keep Fallin’ on My Head – B.J. Thomas                                                                                 |                          |
| 1971 | 1971    | Ray Stevens       | Vereinigte Staaten     | Everything Is Beautiful                  | - Elton John – Elton John - Mad Dogs & Englishmen – Joe Cocker - Rainy Night in Georgia – Brook Benton - Sweet Baby James – James Taylor                                                                            |                          |
| 1972 | 1972    | James Taylor      | Vereinigte Staaten     | You’ve Got a Friend                      | - Ain’t No Sunshine – Bill Withers - I Am… I Said – Neil Diamond - If You Could Read My Mind – Gordon Lightfoot - It’s Impossible – Perry Como                                                                      |                          |
| 1973 | 1973    | Harry Nilsson     | Vereinigte Staaten     | Without You                              | - Alone Again (Naturally) – Gilbert O’Sullivan - American Pie – Don McLean - Baby, Don't Get Hooked on Me – Mac Davis - The Candy Man – Sammy Davis, Jr.                                                            |                          |
| 1974 | 1974    | Stevie Wonder     | Vereinigte Staaten     | You Are the Sunshine of My Life          | - And I Love You So – Perry Como - Bad, Bad Leroy Brown – Jim Croce - Daniel – Elton John - There Goes Rhymin’ Simon – Paul Simon                                                                                   |                          |
| 1975 | 1975    | Stevie Wonder     | Vereinigte Staaten     | Fulfillingness’ First Finale             | - Cat’s in the Cradle – Harry Chapin - Don’t Let the Sun Go Down on Me – Elton John - Nothing From Nothing – Billy Preston - Please Come to Boston – Dave Loggins                                                   |                          |
| 1976 | 1976    | Paul Simon        | Vereinigte Staaten     | Still Crazy After All These Years        | - Bad Blood – Neil Sedaka - Captain Fantastic and the Brown Dirt Cowboy – Elton John - Feelings – Morris Albert - Rhinestone Cowboy – Glen Campbell                                                                 |                          |
| 1977 | 1977    | Stevie Wonder     | Vereinigte Staaten     | Songs in the Key of Life                 | - Silk Degrees – Boz Scaggs - This Masquerade – George Benson - The Wreck of the Edmund Fitzgerald – Gordon Lightfoot - You’ll Never Find Another Love Like Mine – Lou Rawls                                        |                          |
| 1978 | 1978    | James Taylor      | Vereinigte Staaten     | Handy Man                                | - After the Lovin’ – Engelbert Humperdinck - I Just Want to Be Your Everything – Andy Gibb - On and On – Stephen Bishop - When I Need You – Leo Sayer                                                               |                          |
| 1979 | 1979    | Barry Manilow     | Vereinigte Staaten     | Copacabana                               | - Baker Street – Gerry Rafferty - I Just Wanna Stop – Gino Vannelli - Running on Empty – Jackson Browne - Sometimes When We Touch – Dan Hill                                                                        |                          |
| 1980 | 1980    | Billy Joel        | Vereinigte Staaten     | 52nd Street                              | - Da Ya Think I’m Sexy? – Rod Stewart - Sad Eyes – Robert John - She Believes in Me – Kenny Rogers - Up on the Roof – James Taylor                                                                                  |                          |
| 1981 | 1981    | Kenny Loggins     | Vereinigte Staaten     | This Is It                               | - Christopher Cross – Christopher Cross - Lady – Kenny Rogers - Late in the Evening – Paul Simon - Theme from New York, New York – Frank Sinatra                                                                    |                          |
| 1982 | 1982    | Al Jarreau        | Vereinigte Staaten     | Breakin’ Away                            | - Arthur’s Theme (Best That You Can Do) – Christopher Cross - Double Fantasy – John Lennon - Just Once – James Ingram - Just the Two of Us – Bill Withers                                                           |                          |
| 1983 | 1983    | Lionel Richie     | Vereinigte Staaten     | Truly                                    | - Blue Eyes – Elton John - I.G.Y. (What a Beautiful World) – Donald Fagen - I Keep Forgettin’ (Every Time You’re Near) – Michael McDonald - Steppin’ Out – Joe Jackson - Don’t Talk to Strangers – Rick Springfield |                          |
| 1984 | 1984    | Michael Jackson   | Vereinigte Staaten     | Thriller                                 | - 1999 – Prince - All Night Long – Lionel Richie - Maniac – Michael Sembello - Uptown Girl – Billy Joel |                          |
| 1985 | 1985    | Phil Collins      | Vereinigtes Königreich | Against All Odds (Take a Look at Me Now) | - Footloose – Kenny Loggins - Hello – Lionel Richie - I Just Called to Say I Love You – Stevie Wonder - Missing You – John Waite                                                                                    |                          |
| 1986 | 1986    | Phil Collins      | Vereinigtes Königreich | No Jacket Required                       | - The Dream of the Blue Turtles – Sting - Every Time You Go Away – Paul Young - The Heat Is On – Glenn Frey - Part-Time Lover – Stevie Wonder                                                                       |                          |
| 1987 | 1987    | Steve Winwood     | Vereinigtes Königreich | Higher Love                              | - Danger Zone – Kenny Loggins - Glory of Love – Peter Cetera - Graceland – Paul Simon - Sweet Freedom – Michael McDonald                                                                                            |                          |
| 1988 | 1988    | Sting             | Vereinigtes Königreich | Bring on the Night                       | - Bad – Michael Jackson - Brilliant Disguise – Bruce Springsteen - Candle in the Wind (Live 1986) – Elton John - Moonlighting (Titelmelodie) – Al Jarreau                                                           |                          |
| 1989 | 1989    | Bobby McFerrin    | Vereinigte Staaten     | Don’t Worry, Be Happy                    | - A Groovy Kind of Love – Phil Collins - Be Still My Beating Heart – Sting - Father Figure – George Michael - Roll With It – Steve Winwood                                                                          |                          |
| 1990 | 1990    | Michael Bolton    | Vereinigte Staaten     | How Am I Supposed to Live Without You    | - We Didn’t Start the Fire – Billy Joel - Right Here Waiting – Richard Marx - You Got It – Roy Orbison - Batman – Prince                                                                                            |                          |
| 1991 | 1991    | Roy Orbison       | Vereinigte Staaten     | Oh, Pretty Woman (live 1987)             | - Another Day in Paradise – Phil Collins - Georgia on My Mind – Michael Bolton - I Don’t Have the Heart – James Ingram - Storm Front – Billy Joel - Downtown Train – Rod Stewart                                    |                          |
| 1992 | 1992    | Michael Bolton    | Vereinigte Staaten     | When a Man Loves a Woman                 | - (Everything I Do) I Do It for You – Bryan Adams - Walking in Memphis – Marc Cohn - Freedom 90 – George Michael - Warm Your Heart – Aaron Neville - Crazy – Seal                                                   |                          |
| 1993 | 1993    | Eric Clapton      | Vereinigtes Königreich | Tears in Heaven                          | - Us – Peter Gabriel - Black or White – Michael Jackson - The One – Elton John - Joshua Judges Ruth – Lyle Lovett                                                                                                   |                          |
| 1994 | 1994    | Sting             | Vereinigtes Königreich | If I Ever Lose My Faith in You           | - The Crying Game – Boy George - The River of Dreams – Billy Joel - Don’t Take Away My Heaven – Aaron Neville - Have I Told You Lately – Rod Stewart                                                                |                          |
| 1995 | 1995    | Elton John        | Vereinigtes Königreich | Can You Feel the Love Tonight            | - Said I Loved You...But I Lied – Michael Bolton - The Most Beautiful Girl in the World – Prince - Prayer for the Dying – Seal - Love the One You’re With – Luther Vandross                                         |                          |
| 1996 | 1996    | Seal              | Vereinigtes Königreich | Kiss from a Rose                         | - Have You Ever Really Loved a Woman? – Bryan Adams - You Are Not Alone – Michael Jackson - Believe – Elton John - When We Dance – Sting                                                                            |                          |
| 1997 | 1997    | Eric Clapton      | Vereinigtes Königreich | Change the World                         | - Let’s Make a Night to Remember – Bryan Adams - Key West Intermezzo (I Saw You First) – John Mellencamp - Nobody Knows – Tony Rich Project - Let Your Soul Be Your Pilot – Sting                                   |                          |
| 1998 | 1998    | Elton John        | Vereinigtes Königreich | Candle in the Wind (1997)                | - Every Time I Close My Eyes – Babyface - Whenever Wherever Whatever – Maxwell - Fly Like an Eagle – Seal - Barely Breathing – Duncan Sheik                                                                         |                          |
| 1999 | 1999    | Eric Clapton      | Vereinigtes Königreich | My Father’s Eyes                         | - Save Tonight – Eagle-Eye Cherry - Anytime – Brian McKnight - Lullaby – Shawn Mullins - You Were Meant for Me – Sting                                                                                              |                          |
| 2000 | 2000    | Sting             | Vereinigtes Königreich | Brand New Day                            | - I Need to Know – Marc Anthony - Mambo No. 5 – Lou Bega - Sogno – Andrea Bocelli - Livin’ la Vida Loca – Ricky Martin                                                                                              |                          |
| 2001 | 2001    | Sting             | Vereinigtes Königreich | She Walks This Earth                     | - You Sang to Me – Marc Anthony - Taking You Home – Don Henley - She Bangs – Ricky Martin - 6, 8, 12 – Brian McKnight                                                                                               |                          |
| 2002 | 2002    | James Taylor      | Vereinigte Staaten     | Don’t Let Me Be Lonely Tonight           | - Fill Me In – Craig David - You Rock My World – Michael Jackson - I Want Love – Elton John - Still – Brian McKnight                                                                                                |                          |
| 2003 | 2003    | John Mayer        | Vereinigte Staaten     | Your Body Is a Wonderland                | - 7 Days – Craig David - Original Sin – Elton John - Fragile (Live) – Sting - October Road – James Taylor |                          |
| 2004 | 2004    | Justin Timberlake | Vereinigte Staaten     | Cry Me a River                           | - Any Road – George Harrison - Ain’t No Mountain High Enough – Michael McDonald - Send Your Love – Sting - Keep Me in Your Heart – Warren Zevon                                                                     |                          |
| 2005 | 2005    | John Mayer        | Vereinigte Staaten     | Daughters                                | - Let’s Misbehave – Elvis Costello - You Raise Me Up – Josh Groban - Cinnamon Girl – Prince - Love’s Divine – Seal                                                                                                  |                          |
| 2006 | 2006    | Stevie Wonder     | Vereinigte Staaten     | From the Bottom of My Heart              | - Sitting, Waiting, Wishing – Jack Johnson - Fine Line – Paul McCartney - Walk on By – Seal - Lonely No More – Rob Thomas                                                                                           |                          |
| 2007 | 2007    | John Mayer        | Vereinigte Staaten     | Waiting on the World to Change           | - You’re Beautiful – James Blunt - Save Room – John Legend - Jenny Wren – Paul McCartney - Bad Day – Daniel Powter                                                                                                  |                          |
| 2008 | 2008    | Justin Timberlake | Vereinigte Staaten     | What Goes Around... Comes Around         | - Everything – Michael Bublé - Belief – John Mayer - Dance Tonight – Paul McCartney - Amazing – Seal |                          |
| 2009 | 2009    | John Mayer        | Vereinigte Staaten     | Say                                      | - All Summer Long – Kid Rock - That Was Me – Paul McCartney - I’m Yours – Jason Mraz - Closer – Ne-Yo - Wichita Lineman – James Taylor                                                                              |                          |
| 2010 | 2010    | Jason Mraz        | Vereinigte Staaten     | Make It Mine                             | - This Time – John Legend - Love You – Maxwell - If You Don’t Know Me by Now – Seal - All About the Love Again – Stevie Wonder                                                                                      |                          |
| 2011 | 2011    | Bruno Mars        | Vereinigte Staaten     | Just the Way You Are                     | - Haven’t Met You Yet – Michael Bublé - This Is It – Michael Jackson - Whataya Want from Me – Adam Lambert - Half of My Heart – John Mayer                                                                          |                          |

## Fakten zur Kategorie
Meiste Gewinne
| Platz                     | 1                              | 2                                       | 3                                                                                 |
| ------------------------- | ------------------------------ | --------------------------------------- | --------------------------------------------------------------------------------- |
| Künstler                  | Stevie Wonder Sting John Mayer | Frank Sinatra Eric Clapton James Taylor | Jack Jones Harry Nilsson Elton John Michael Bolton Justin Timberlake Phil Collins |
| Anzahl der Auszeichnungen | 4 Auszeichnungen               | 3 Auszeichnungen                        | 2 Auszeichnungen                                                                  |

Meiste Nominierungen
| Platz                    | 1                | 2                | 3                  |
| ------------------------ | ---------------- | ---------------- | ------------------ |
| Künstler                 | Elton John       | Sting            | Frank Sinatra Seal |
| Anzahl der Nominierungen | 12 Nominierungen | 11 Nominierungen | 8 Nominierungen    |